# Qi hardware
Qi hardware или Copyleft hardware — аппаратное обеспечение, по отношению к которому применяется концепция копилефта GNU GPL FSF, как она применяется к программному обеспечению, но на уровне аппаратуры.
Различие между copyleft hardware и открытым аппаратным обеспечением очень похоже на различие между free software и open source software. Copyleft hardware требует, чтобы все планы для проектирования аппаратного обеспечения (схемы устройств, спецификации материалов и чертеж печатной платы) выпускалось под лицензией CC-BY-SA. Также Copyleft hardware требует, чтобы используемое при разработке устройств программное обеспечение, как и программы (драйвера), необходимые для использования устройства, имели лицензию GNU General Public License. Технологи copyleft hardware должны быть свободными от патентных ограничений.
Наиболее заметными примерами такого подхода являются карманный компьютер Ben Nanonote (англ.), видеокамера Elphel 353 и интерактивная рабочая станция Milkymist One (англ.) для VJ-ев.